# Eriocaulon plumbeum
Eriocaulon plumbeum är en gräsväxtart som beskrevs av Carl Friedrich Philipp von Martius och Luigi Aloysius Colla. Eriocaulon plumbeum ingår i släktet Eriocaulon och familjen Eriocaulaceae. Inga underarter finns listade i Catalogue of Life.